# Passiflora guazumifolia
Passiflora guazumifolia är en passionsblomsväxtart som beskrevs av Nikolaus Joseph von Jacquin. Passiflora guazumifolia ingår i släktet passionsblommor, och familjen passionsblomsväxter. Inga underarter finns listade i Catalogue of Life.